# UTEP Miners

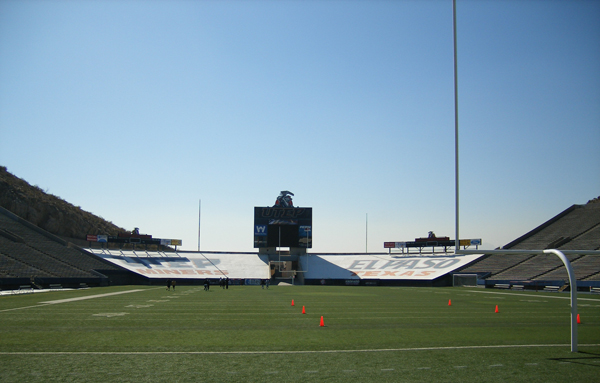
Estadio Sun Bowl

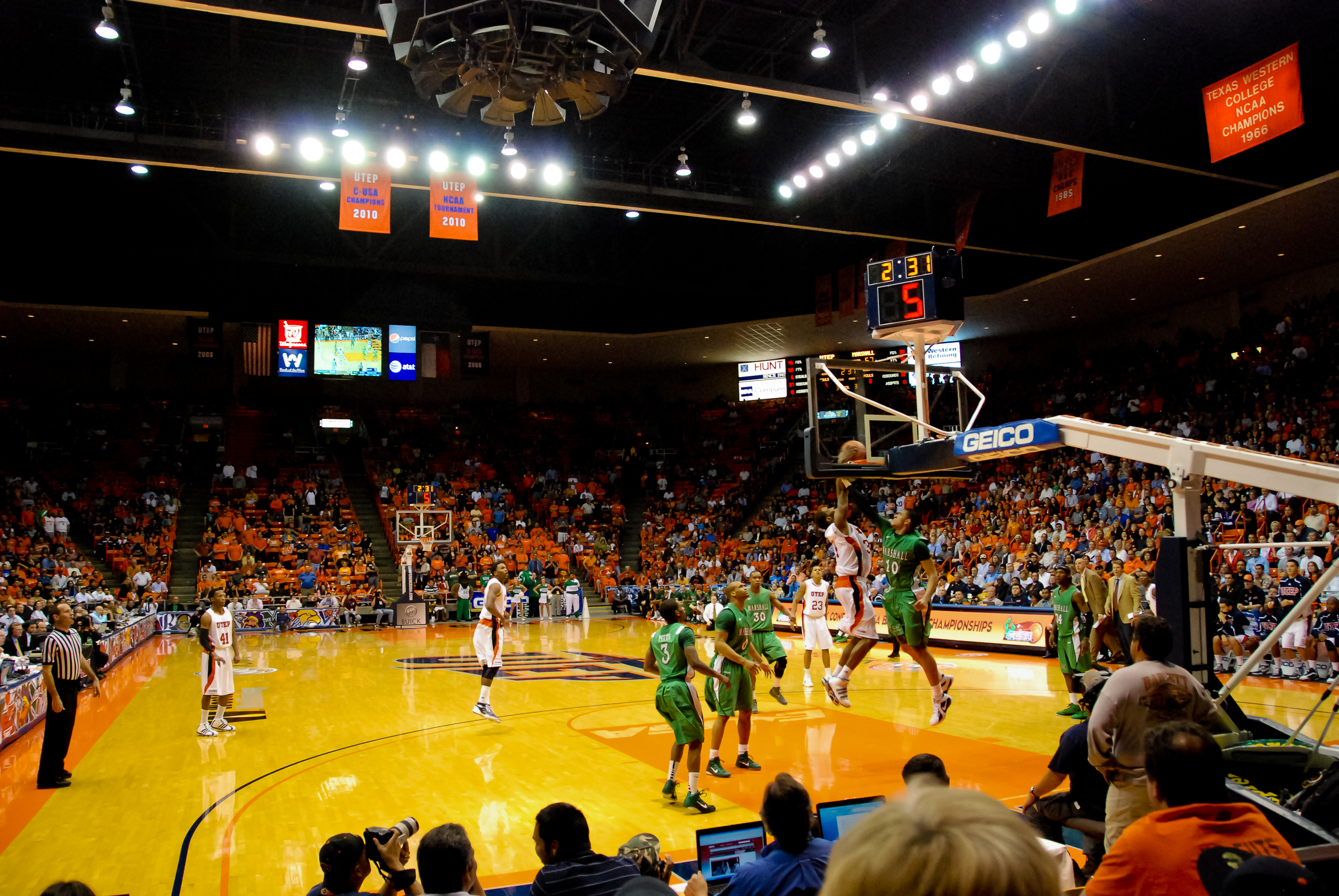
Don Haskins Center

UTEP Miners (español: Mineros de la Universidad de Texas en El Paso) es el equipo deportivo de la Universidad de Texas-El Paso en El Paso (Texas). Los equipos de los Miners participan en las competiciones universitarias organizadas por la NCAA, y forman parte de la Conference USA. Se unieron a esta Conferencia después de 37 años en la Western Athletic Conference.
Entre sus deportistas destacados cabe señalar a los jugadores de baloncesto Nate Archibald y Tim Hardaway.

## Apodo
El sobrenombre de mineros les viene del hecho de que la Universidad se fundó con el nombre de State School of Mines and Metallurgy (Escuela estatal de minas y metalurgia). Fue elegido en 1915 por un alumno de la universidad y jugador de fútbol americano en la época.

## Programa deportivo
Los Miners compiten en 5 deportes masculinos y en 9 femeninos:
| - Masculino - Baloncesto - Fútbol americano - Golf - Cross - Atletismo | - Femenino - Baloncesto - Fútbol - Voleibol - Golf - Rifle - Softball - Cross - Atletismo - Tenis |

## Títulos en torneos de la NCAA
Los programas deportivos de la UTEP han conseguido un total de 21 campeonatos nacionales en diversos deportes. En la actualidad, esta universidad se encuentra empatada en la décima posición de los colleges que más títulos han ganado dentro de la División I de la NCAA. Estos son sus logros: 
- Baloncesto masculino: 1
- Cross: 7
- Atletismo indoor: 7
- Atletismo al aire libre: 6